# Natriciteres
Natriciteres es un género de serpientes de la subfamilia Natricinae. Sus especies se distribuyen por el África subsahariana, excepto su extremo sur.

## Especies
Se reconocen las siguientes:
- Natriciteres bipostocularis Broadley, 1962
- Natriciteres fuliginoides (Günther, 1858)
- Natriciteres olivacea (Peters, 1854)
- Natriciteres sylvatica Broadley, 1966
- Natriciteres variegata (Peters, 1861)